# Anadelphia
- Commons
- Wikispecies

Anadelphia  Hack. é um género botânico pertencente à família Poaceae, subfamília Panicoideae, tribo Andropogoneae.
Plantas nativas da África.

## Sinônimos
- Diectomis P.Beauv. (SUH)
- Monium Stapf
- Pobeguinea (Stapf) Jacq.-Fel

## Espécies
| - Anadelphia afzeliana (Rendle) Stapf - Anadelphia arrecta (Stapf) Stapf - Anadelphia bigeniculata Clayton - Anadelphia chevalieri Reznik - Anadelphia funerea (Jacq.-Fél.) Clayton - Anadelphia hamata Stapf - Anadelphia leptocoma (Trin.) Pilg. - Anadelphia liebigiana H. Scholz - Anadelphia lomaensis (A. Camus) Jacq.-Fél. - Anadelphia longifolia Stapf - Anadelphia macrochaeta (Stapf) Clayton | - Anadelphia polychaeta Clayton - Anadelphia pubiglumis Stapf - Anadelphia pumila Jacq.-Fél. - Anadelphia scyphofera Clayton - Anadelphia tenuifolia Stapf - Anadelphia trepidaria (Stapf) Stapf - Anadelphia trichaeta (Reznik) Clayton - Anadelphia triseta Reznik - Anadelphia trispiculata Stapf - Anadelphia virgata Hack. |